# Rancawuluh
Rancawuluh is een bestuurslaag in het regentschap Brebes van de provincie Midden-Java, Indonesië. Rancawuluh telt 6974 inwoners (volkstelling 2010).